# Исса (приток Великой)
Исса — река в Псковской области, приток Великой. Длина реки — 174 км, площадь водосборного бассейна — 1580 км². Принадлежит к бассейну Балтийского моря.
Истоки Иссы расположены на юго-западе области, в Себежском районе, практически на границе с Латвией. Берёт своё начало из озера Дедино рядом с одноименным селом.
Крупнейший приток: Веть (справа).
За истоком Исса долго течёт на север в лесистой и безлюдной местности, скорость течения высокая. Берега невысокие, заросшие ивняком и камышом. Русло извилистое, перегорожено многочисленными завалами и плотинами, встречаются перекаты и небольшие каменистые порожки. Вплоть до деревни Апросово ширина реки не превышает 20 метров. За исключением Вети, больших притоков у Иссы нет, из-за того что параллельно ей, с запада и востока, текут Синяя и Великая. За мостом шоссе Красногородск — Опочка река расширяется до 30 метров, леса по берегам встречаются реже, скорость течения не успокаивается и даже слегка возрастает.
Исса впадает в Великую выше посёлка городского типа Пушкинские Горы близ деревни Гузаревы Боровы.

## Данные водного реестра

Карта бассейна реки Нарва

По данным государственного водного реестра России относится к Балтийскому бассейновому округу, водохозяйственный участок реки — Великая. Относится к речному бассейну реки Нарва (российская часть бассейна).
Код объекта в государственном водном реестре — 01030000112102000027925.